# Сутоки (Красная волость)
Сутоки — деревня в Себежском районе Псковской области России.
Входит в состав городского поселения Идрица.

## География
Расположена на южном берегу Сутокского озера, в 44 км к юго-востоку от города Себеж.

## Население
| 2001 | 2002 | 2010 |
| ---- | ---- | ---- |
| 214  | ↘181 | ↘128 |

Численность населения деревни по оценке на начало 2001 года составляла 214 жителей.

## История
С января 1995 до апреля 2015 года деревня входила в состав ныне упразднённой Красной волости в качестве её административного центра.

## Известные жители
1 апреля 1903 года родился Николай Иосифович Пригоровский — советский учёный в области механики, доктор технических наук.